# Rudolf Dittrich (Politiker)

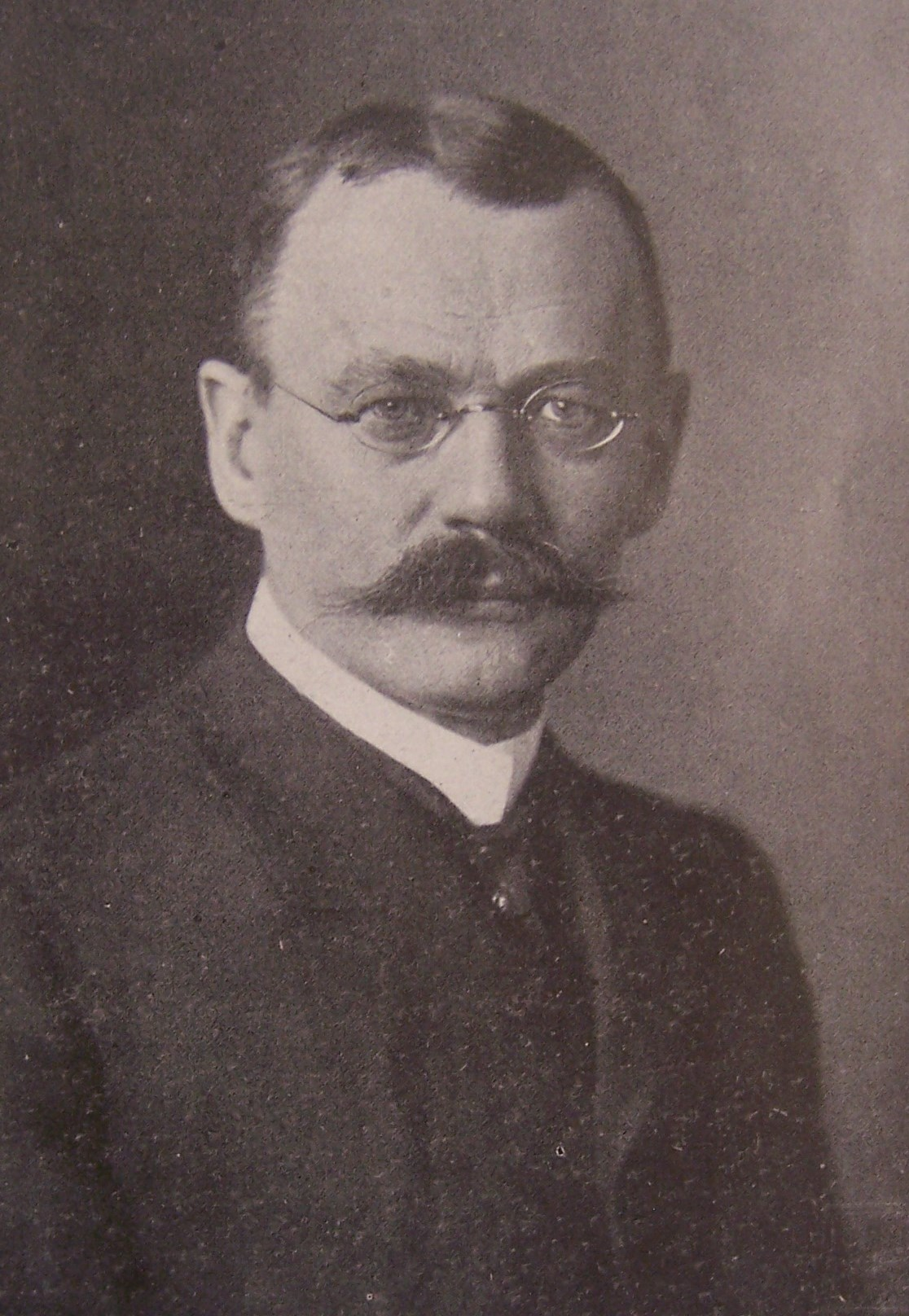
Rudolf Dittrich, um 1909

Rudolf Dittrich (* 2. Januar 1855 in Bärenwalde; † 15. Februar 1929 in Berlin; vollständiger Name: Rudolf Bernhard August Dittrich) war ein deutscher Verwaltungsjurist und Kommunalpolitiker. Er war von 1893 bis 1899 Oberbürgermeister der Stadt Plauen und von 1908 bis 1917 Oberbürgermeister der Stadt Leipzig.

## Leben
Rudolf Dittrich war das erste von acht Kindern des Kantors und Kirchschullehrers Ernst Moritz Bernhard Dittrich. Er kam 1865 zehnjährig nach Leipzig und besuchte die Nikolaischule. Nach dem Studium der Rechtswissenschaften an der Universität Leipzig trat er 1878 in den sächsischen Justizdienst ein. 1884 wechselte er in die Kommunalverwaltung und war von 1884 bis 1893 Stadtrat in Chemnitz. Vom 7. November 1893 bis Ende September 1899 war er Oberbürgermeister der Stadt Plauen, wobei seine Wiederwahl 1896 auf Lebenszeit erfolgte.
1899 trat er in das Leipziger Ratskollegium als Bürgermeister unter Oberbürgermeister Carl Bruno Tröndlin ein. Hier kümmerte er sich hauptsächlich um Finanzfragen, Eingemeindungspolitik und Volksgesundheit. Am 3. Juli 1908 erfolgte seine Wahl zum Oberbürgermeister von Leipzig. Die von ihm geleitete Stadtverwaltung unternahm große Anstrengungen, um Handel und Messe zu fördern. 1913 fand in Leipzig die Internationale Bauausstellung und ein Jahr später die Ausstellung für Buchgewerbe und Graphik statt.
In seine Amtszeit fielen der Bau des Leipziger Hauptbahnhofs (1909–1912), des Krankenhauses St. Georg (1913), des Handelshofes (1909), die Gründung der Deutschen Bücherei, die Begründung der Technischen Messe und die Fertigstellung und Einweihung des Völkerschlachtdenkmals (1913).

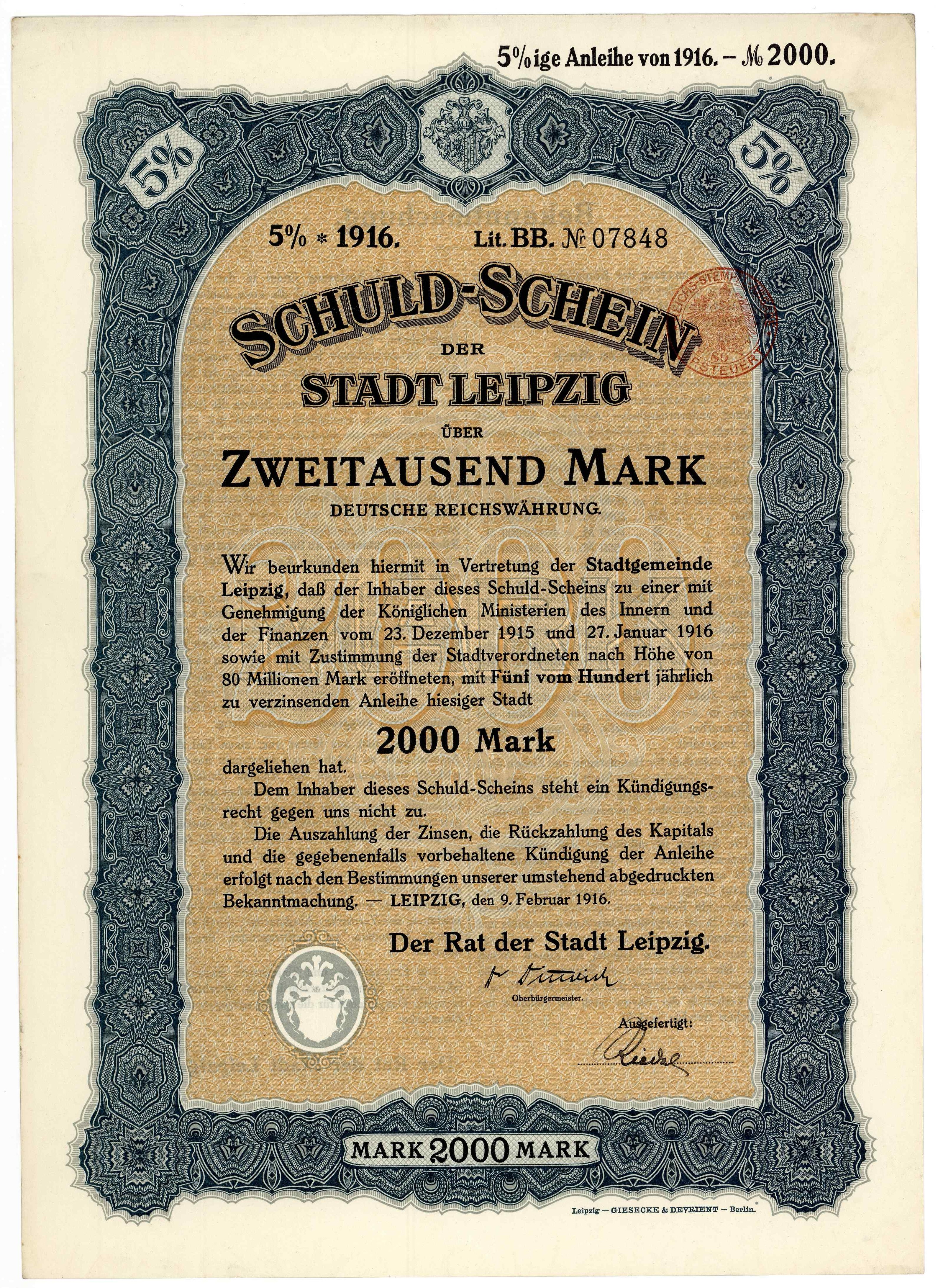
Schuldschein der Stadt Leipzig vom 9. Februar 1916, signiert von OB Dittrich

Dittrich gehörte der Nationalliberalen Partei an. Als Oberbürgermeister von Plauen war er von 1893 bis 1899 und als Oberbürgermeister von Leipzig von 1909 bis 1917 Mitglied der I. Kammer des Sächsischen Landtags, deren Vizepräsident er von 1915 bis 1917 war. Er war Geheimer Rat, anlässlich der 500-Jahr-Feier der Leipziger Universität 1909 verlieh diese ihm am 30. Juli 1909 ihre Ehrendoktorwürde (als Dr. phil. h. c.).

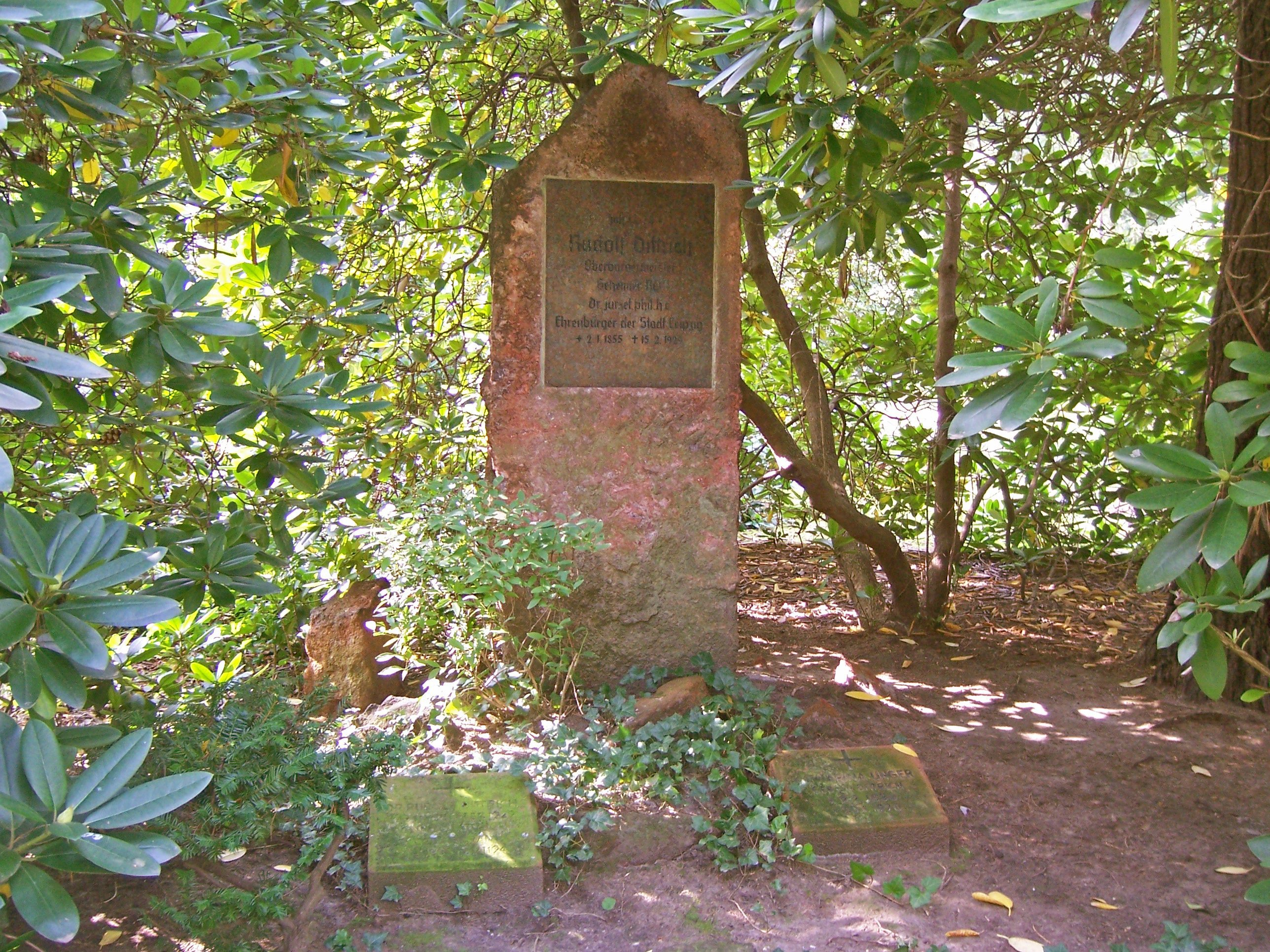
Grabstätte von Rudolf Dittrich

Obwohl seine Wiederwahl als Oberbürgermeister von 1911 auf Lebenszeit erfolgte, trat er zum 31. Dezember 1917 aus gesundheitlichen Gründen von seinem Amt zurück. Anlässlich seines Ausscheidens verlieh ihm die Stadt ihre Ehrenbürgerwürde. Gleichzeitig erhielt ein Teil des Rings in Leipzig den Namen Dittrichring. Am 15. Februar 1929 starb Rudolf Dittrich in Berlin, er wurde auf dem Leipziger Südfriedhof beigesetzt (in der XVII. Abteilung).